# Pluteus salicinus
Pluteus salicinus (Pers.) P.Kumm. (1871) è un fungo allucinogeno che cresce sul legno appartenente alla famiglia Pluteaceae, edibile se sbollentato.

## Distribuzione
È diffuso in tutta Europa e negli Stati Uniti, e cresce soprattutto su ontano e salice. Cresce talvolta in gruppi nelle zone umide, sempre tra estate e autunno.

## Descrizione
Il cappello è grigio, raramente tendente al verde, prima convesso e poi talvolta piano; non supera i 7 cm di diametro. La sporata è rosa, le lamelle sono libere.

## Commestibilità
Psicoattivo, edibile dopo sbollentatura.